# Merionoeda taprobanica
Merionoeda taprobanica är en skalbaggsart som beskrevs av Charles Joseph Gahan 1906. Merionoeda taprobanica ingår i släktet Merionoeda och familjen långhorningar.
Artens utbredningsområde är Sri Lanka. Inga underarter finns listade i Catalogue of Life.